# Isoctenus coxalis
Isoctenus coxalis là một loài nhện trong họ Ctenidae.
Loài này thuộc chi Isoctenus. Isoctenus coxalis được Frederick Octavius Pickard-Cambridge miêu tả năm 1902.